# Heteronomi
Ordet heteronomi er græsk, hvor heteros betyder "anden" og nomos(i) betegner det græske ord for "lov". Heteronomi betyder altså at følge eller være underlagt en andens lov. Altså love som andre har givet, og hermed er eksempelvis viljen eller den frie vilje en heteronomi, da den ifølge Kant kommer udefra og ikke fra menneskets fornuft eller moralske overvejelser.
| filosofi | Spire Denne filosofiartikel er en spire som bør udbygges. Du er velkommen til at hjælpe Wikipedia ved at udvide den. |